# Никсон, Норм
Норман Эллард Никсон (англ. Norman Ellard Nixon; 11 октября 1955, Мейкон, штат Джорджия, США) — американский профессиональный баскетболист, выступавший в НБА за команды Лос-Анджелес Лейкерс и Сан-Диего / Лос-Анджелес Клипперс. Он также играл в итальянской команде «Скаволини Пезаро». Он выиграл два чемпионата НБА с «Лейкерс» в 1980 и 1982 годах, в начале их эры «Шоутайм» (англ. Showtime). Играл на позиции разыгрывающего защитника.

## Биография

### Ранние годы
Норм был младшим из трёх сыновей своих родителей, Мэри и Элмера; когда ему было всего 2 года, те развелись. Растить детей Мэри помогали её мать и тётя. Все дети – Норман, Кен и Рон – исправно посещали методисткую церковь.
В школе Никсон серьёзно занимался спортом: играл в американский футбол, ему даже предлагали играть в командах НФЛ «Питтсбург Стилерз» и «Даллас Ковбойз», был капитаном школьной баскетбольной команды на первенстве штата в 1973 году, занимался бегом и стал чемпионом штата по прыжкам в высоту.

### Колледж
После школы он поступил в питтсбургский Университет Дюкейн и был в эти годы одним из основных игроков команды «Дюкейн Дьюкс». В 2001 году он был включён в число пяти лучших игроков, когда-либо выступавших за сборную этого университета.
За 104 игры в составе «Дюкейн Дьюкс» Никсон заработал для команды 1805 очков.

### НБА
На драфте НБА 1977 года Никсон был выбран в первом раунде под 22-м номером командой «Лос-Анджелес Лейкерс». Он провёл за неё 6 сезонов, в двух из которых (1980 и 1982 года) команда стала чемпионом НБА. В сезоне 1978–79 Никсон сравнялся с Эдди Джорданом из «Нью-Джерси Нетс» по количеству перехватов (201) и общему количеству игр (82 регулярного сезона + 23 плей-офф = 105). В следующем сезоне (1979-80) он лидировал в лиге по количеству сыгранных минут (3226), количеству минут за игру (39,3) и был третьим по количеству передач (642).  В 1979–80 годах тренер «Лейкерс» Джон Маккинни поставил новичка Мэджика Джонсона ростом 6 футов 9 дюймов (2,06 м), который, по мнению некоторых аналитиков, должен был играть нападающего, на позицию разыгрывающего, хотя Никсон уже был одним из лучших в лиге.
В 1983 году, в одной из финальных игр, в результате столкновения с одним из соперников, Никсон получил вывих плеча, но, тем не менее, продолжил игру.
К началу сезона 1983/1984 «Лейкерс» обменяли Никсона в «Сан-Диего Клипперс» на Байрона Скотта. В свой первый сезон в «Клипперс» Никсон лидировал в лиге по общему количеству передач (914) и сыгранных матчей регулярного чемпионата (82), но два следующих он почти полностью пропустил из-за травм. С «Клипперс» Норм так ни разу и не завоевал титула, но зато успел поставить рекорд, не побитый до сих пор: сделал 13 голевых передач за 18 минут.

### После НБА
После ухода из НБА в марте 1989 года Никсон один сезон поиграл за итальянскую команду Серии А «Скаволини», а после завершения баскетбольной карьеры стал агентом.
Вместе с женой Норм основал школу танца Debbie Allen Dance Academy в Калвер Сити, Калифорния.
Также работал спортивным комментатором и обозревателем для нескольких компаний.

## Личная жизнь
С 1984 года Норм Никсон женат на актрисе, продюсере и танцовщице Дебби Аллен, у них трое детей, два сына и дочь: актриса и  танцовщица Вивиан Николь Никсон, актёр Девон Никсон и Норман Никсон-младший, баскетболист, выступает за баскетбольную сборную своего университета.
В 1979 году Норм вместе с женой появился в фильме «Рыба, которая спасла Питтсбург» (англ. The Fish That Saved Pittsburgh, в фильме также снялись баскетболисты Джулиус Ирвинг и Карим Абдул-Джаббар).

## Статистика

### Статистика в НБА
| Сезон                                                                                    | Команда            | Регулярный сезон | Регулярный сезон | Регулярный сезон | Регулярный сезон | Регулярный сезон | Регулярный сезон | Регулярный сезон | Регулярный сезон | Регулярный сезон | Регулярный сезон | Регулярный сезон | Серия плей-офф | Серия плей-офф | Серия плей-офф | Серия плей-офф | Серия плей-офф | Серия плей-офф | Серия плей-офф | Серия плей-офф | Серия плей-офф | Серия плей-офф | Серия плей-офф |
| Сезон                                                                                    | Команда            | GP               | GS               | MPG              | FG%              | 3P%              | FT%              | RPG              | APG              | SPG              | BPG              | PPG              | GP             | GS             | MPG            | FG%            | 3P%            | FT%            | RPG            | APG            | SPG            | BPG            | PPG            |
| ---------------------------------------------------------------------------------------- | ------------------ | ---------------- | ---------------- | ---------------- | ---------------- | ---------------- | ---------------- | ---------------- | ---------------- | ---------------- | ---------------- | ---------------- | -------------- | -------------- | -------------- | -------------- | -------------- | -------------- | -------------- | -------------- | -------------- | -------------- | -------------- |
| 1977/78                                                                                  | Лейкерс            | 81               |                  | 34,3             | 49,7             |                  | 71,4             | 3,0              | 6,8              | 1,7              | 0,1              | 13,7             | 3              |                | 30,7           | 45,8           |                | 66,7           | 3,0            | 5,3            | 1,3            | 0,3            | 8,0            |
| 1978/79                                                                                  | Лейкерс            | 82               |                  | 38,4             | 54,2             |                  | 77,5             | 2,8              | 9,0              | 2,5              | 0,2              | 17,1             | 8              |                | 40,9           | 47,1           |                | 73,3           | 3,5            | 11,8           | 1,4            | 0,0            | 15,4           |
| 1979/80                                                                                  | Лейкерс            | 82               |                  | 39,3             | 51,6             | 12,5             | 77,9             | 2,8              | 7,8              | 1,8              | 0,2              | 17,6             | 16             |                | 40,5           | 47,7           | 20,0           | 80,4           | 3,5            | 7,8            | 2,0            | 0,2            | 16,9           |
| 1980/81                                                                                  | Лейкерс            | 79               |                  | 37,5             | 47,6             | 16,7             | 77,8             | 2,9              | 8,8              | 1,8              | 0,1              | 17,1             | 3              |                | 44,3           | 51,0           | -              | 80,0           | 3,7            | 8,7            | 0,3            | 0,3            | 19,3           |
| 1981/82                                                                                  | Лейкерс            | 82               | 82               | 36,9             | 49,3             | 25,0             | 80,8             | 2,1              | 8,0              | 1,6              | 0,1              | 17,6             | 14             | 0              | 39,2           | 47,8           | 33,3           | 75,4           | 3,1            | 8,1            | 1,6            | 0,1            | 20,4           |
| 1982/83                                                                                  | Лейкерс            | 79               | 79               | 34,3             | 47,5             | 0,0              | 74,4             | 2,6              | 7,2              | 1,3              | 0,1              | 15,1             | 14             | 0              | 38,4           | 47,7           | 42,9           | 74,0           | 3,4            | 6,4            | 1,3            | 0,1            | 19,0           |
| 1983/84                                                                                  | Сан-Диего Клипперс | 82               | 82               | 37,2             | 46,2             | 23,9             | 76,0             | 2,5              | 11,1             | 1,1              | 0,0              | 17,0             | Не участвовал  | Не участвовал  | Не участвовал  | Не участвовал  | Не участвовал  | Не участвовал  | Не участвовал  | Не участвовал  | Не участвовал  | Не участвовал  | Не участвовал  |
| 1984/85                                                                                  | Клипперс           | 81               | 81               | 35,7             | 46,5             | 33,3             | 78,0             | 2,7              | 8,8              | 1,2              | 0,0              | 17,2             | Не участвовал  | Не участвовал  | Не участвовал  | Не участвовал  | Не участвовал  | Не участвовал  | Не участвовал  | Не участвовал  | Не участвовал  | Не участвовал  | Не участвовал  |
| 1985/86                                                                                  | Клипперс           | 67               | 62               | 31,9             | 43,8             | 34,7             | 80,9             | 2,7              | 8,6              | 1,3              | 0,0              | 14,6             | Не участвовал  | Не участвовал  | Не участвовал  | Не участвовал  | Не участвовал  | Не участвовал  | Не участвовал  | Не участвовал  | Не участвовал  | Не участвовал  | Не участвовал  |
| 1988/89                                                                                  | Клипперс           | 53               | 30               | 24,9             | 41,4             | 27,6             | 73,8             | 1,5              | 6,3              | 0,9              | 0,0              | 6,8              | Не участвовал  | Не участвовал  | Не участвовал  | Не участвовал  | Не участвовал  | Не участвовал  | Не участвовал  | Не участвовал  | Не участвовал  | Не участвовал  | Не участвовал  |
|                                                                                          | Всего              | 768              | 416              | 35,5             | 48,3             | 29,4             | 77,2             | 2,6              | 8,3              | 1,5              | 0,1              | 15,7             | 58             | 0              | 39,4           | 47,8           | 33,3           | 76,3           | 3,4            | 8,0            | 1,5            | 0,1            | 17,7           |
| Наведите курсор мыши на аббревиатуры в заголовке таблицы, чтобы прочесть их расшифровку. |                    |                  |                  |                  |                  |                  |                  |                  |                  |                  |                  |                  |                |                |                |                |                |                |                |                |                |                |                |

### Статистика в NCAA
| Сезон | Команда | Conf  | Class | GP  | GS | MPG  | FG%  | 3P% | FT%  | RPG | APG | SPG | BPG | PPG  |
| --- | ------- | ----- | ----- | --- | -- | ---- | ---- | --- | ---- | --- | --- | --- | --- | ---- |
| 1973/74 | Дюкейн  | Ind   | FR    | 24  |    |      | 44,0 |     | 68,9 | 4,1 | 6,0 |     |     | 10,7 |
| 1974/75 | Дюкейн  | Ind   | SO    | 25  |    |      | 52,1 |     | 75,0 | 3,5 |     |     |     | 14,5 |
| 1975/76 | Дюкейн  | Ind   | JR    | 25  |    |      | 49,3 |     | 75,6 | 4,2 | 6,0 |     |     | 21,0 |
| 1976/77 | Дюкейн  |       | SR    | 30  |    | 36,9 | 51,8 |     | 74,6 | 4,0 | 5,9 |     |     | 22,0 |
| Всего | Всего   | Всего | Всего | 104 |    | 10,6 | 49,8 |     | 74,4 | 4,0 | 4,5 |     |     | 17,4 |
| Наведите курсор мыши на аббревиатуры в заголовке таблицы, чтобы прочесть их расшифровку Статистика приведена с сайта sports-reference.com |         |       |       |     |    |      |      |     |      |     |     |     |     |      |